# Казан (река)
Каза́н (англ. Kazan River) — река на северо-западе Канады (Северо-Западные территории, Нунавут. Впадает в озеро Бейкер.

## География
Берет своё начало возле озера Касба на Северо-Западных территориях. Течёт в северном направлении. Длина составляет около 850 км, а площадь бассейна равна 71 400 км² (из которых только 5000 км² приходится на Саскачеван и северную Альберту, остальное в Нунавуте). Река Казан протекает через озёра Касба, Эннадай, Димма, Ангикуни, Яткайед, Форд и Терти-Майл. Впадает в озеро Бейкер. В своем устье река образует большую дельту семикилометровой ширины. По течению реки встречаются самые разнообразные ландшафты — и пологие холмы и крутые скалы, спокойные участки озёр и бурные ущелья. Наиболее впечатляющими участками реки являются три каскада водопадов 5-7 метровой высоты между озёрами Ангикуни и Яткайед, а также двухкилометровый участок реки, называемый Казан-Фолз, где река падает на 25 метров, прорываясь через скалы из кроваво-красного песчаника

## Растительный и животный мир
Река течёт в переходной области от арктических лесов к безлесой тундре, но последние 615 км пути от озера Эннадай до озера Бейкер река течёт в местности, где сплошных лесов уже нет, встречаются лишь отдельные ели и американские лиственницы не более 1—2 метров в высоту, выше они не могут расти из-за сильных ветров и засушливого лета.
Животный мир бассейна реки представлен в первую очередь оленями карибу, мигрирующими в этом регионе, численность которых превышает 300 тысяч животных. Росомахи сейчас встречаются редко, а овцебыки, почти уничтоженные в прошлом веке, встречаются довольно часто в междуречье рек Казан и Дубонт. В бассейне реки также обитает 60 видов птиц, самым ярким представителем которых является сокол-сапсан, но более характерными являются арктические крачки, снежные совы и белые куропатки. В реке водится озерная форель, арктический хариус, сиг, сазан, налим и многие другие виды рыб.

## История
Во время висконсинского оледенения, последнего ледникового периода на территории Северной Америки, бассейн реки находился в самом центре огромного ледника укрывавшего всю Канаду. Лед здесь был гораздо толще, чем на краях и многие депрессии образовались из-за огромного веса ледника. Таял лёд тоже гораздо дольше, чем в других местах Канады и отступил примерно 5000 лет назад. Сейчас в этом месте наблюдается эффект «разжимающейся пружины», избавившись от громадного веса ледника, суша поднимается вверх со скоростью 0,5 метра в год — с самой высокой скоростью подъёма в мире.
После отступления ледника инуиты начали посещать этот район в летнее время для охоты на оленей карибу, возвращаясь осенью в зону лесов или к Гудзонову заливу. В XIX веке инуиты стали жить возле реки круглый год.
Первым европейцем побывавшим на реке был Самюэль Хирн, а впервые нанес её на карту Джозеф Тиррелл в 1894 году. Именем Тирелла назван восточный рукав озера Яткайед.
Пятая экспедиция Туле Кнуда Расмуссена исследовала реку в 1921—1924 годах. Антрополог экспедиции Кай Биркет Смит был первым, кто описал быт и культуру инуитов в «Отчете о 5-й экспедиции Туле», изданном в 1930 году.
Название озера в переводе обозначает «белый лебедь». В 1990 году река была включена в Список охраняемых рек Канады